# Північна провінція (Сьєрра-Леоне)
Північна провінція (англ. Nothern Province) — одна із 4 провінцій Сьєрра-Леоне. Адміністративний центр — місто Макені. Провінція розташована на півночі країни, має державний кордон з Гвінеєю та вихід до Атлантичного океану.
В межах провінції створено національний парк Утамба-Кілімі (округ Бомбалі).

## Населення
Населення округу становить 2508201 особа (2015; 1718240 у 2004, 1076355 в 1985, 1046158 в 1974, 897566 в 1963).
У національному відношенні переважає народ темне, які переважають в усіх округах, окрім Койнадуґу. Проживають також лімба, куранко, мандінка, локо, фульбе та ялунка. 85 % населення сповідують іслам, в окрузі Бомбалі поширення набуло християнство.

## Адміністративний поділ
У адміністративному відношенні провінція складається з 5 округів, які у свою чергу утворені із 53 вождівств та 1 муніципалітету, прирівняного до вождівства:
| № | Назва     | Оригінальна назва | Адміністративний центр | Територія, км² | Населення, осіб (2015) | Вождівства | Секції |
| - | --------- | ----------------- | ---------------------- | -------------- | ---------------------- | ---------- | ------ |
| 1 | Бомбалі   | Bombali           | Макені                 | 8 273,8        | 606 544                | 13+1       | 141    |
| 2 | Камбія    | Kambia            | Камбія                 | 3 025,9        | 345 474                | 7          | 73     |
| 3 | Койнадуґу | Koinadugu         | Кабала                 | 12 376,1       | 409 372                | 11         | 89     |
| 4 | Порт-Локо | Port Loko         | Порт-Локо              | 5 978,9        | 615 376                | 11         | 162    |
| 5 | Тонколілі | Tonkolili         | Маґбурака              | 6 442,7        | 531 435                | 11         | 80     |

## Найбільші населені пункти
| № | Населений пункт | Населення, осіб (1974) | Населення, осіб (1985) | Населення, осіб (2004) | Населення, осіб (2015) |
| - | --------------- | ---------------------- | ---------------------- | ---------------------- | ---------------------- |
| 1 | Макені          | 26 781                 | 40 038                 | 80 840                 | 124 634                |
| 2 | Порт-Локо       | 10 500                 | 15 248                 | 21 961                 | 33 541                 |
| 3 | Маґбурака       | 10 347                 | 11 006                 | 16 313                 | 23 136                 |
| 4 | Лунсар          | 16 723                 | 16 073                 | 16 567                 | -                      |
| 5 | Міль-91         | -                      | 7 210                  | 15 491                 | -                      |
| 6 | Камаквіє        | 4 837                  | 6 287                  | 15 885                 | 14 962                 |
| 7 | Кабала          | 7 847                  | 13 923                 | 14 108                 | -                      |
| 8 | Камбія          | 5 740                  | 7 631                  | 11 842                 | -                      |
| 9 | Рокупр          | 5 780                  | 8 283                  | 9 285                  | -                      |